# Stanislav Erëmin
Stanislav Georgievič Erëmin (in russo Станислав Георгиевич Ерёмин?; Sverdlovsk, 26 febbraio 1951) è un ex cestista e allenatore di pallacanestro sovietico, dal 1991 russo.

## Carriera
Con l'Unione Sovietica ha disputato i Giochi olimpici di Mosca 1980, due edizioni dei Campionati mondiali (1978, 1982) e quattro dei Campionati europei (1977, 1979, 1981, 1983).
Da allenatore ha guidato la Russia ai Giochi olimpici di Sydney 2000, ai Campionati europei del 2001 e ai Campionati mondiali del 2002.

## Palmarès

### Giocatore
- Campionato sovietico: 9

CSKA Mosca: 1975-76, 1976-77, 1977-78, 1978-79, 1979-80, 1980-81, 1981-82, 1982-83, 1983-84

### Allenatore
- Campionato russo: 8

CSKA Mosca: 1992-93, 1993-94, 1994-95, 1995-96, 1996-97, 1997-98, 1998-99, 1999-2000
- Coppa di Russia: 1

UNICS Kazan': 2002-03
- FIBA Europe League: 1

UNICS Kazan': 2003-04